# NGC 2919
NGC 2919 (również PGC 27232 lub UGC 5102) – galaktyka spiralna z poprzeczką (SBbc), znajdująca się w gwiazdozbiorze Lwa. Odkrył ją Wilhelm Tempel 1 lutego 1877 roku.